# Gaston Mobati
Ndalango Mobati, dit Gaston Mobati, est un footballeur zaïrois, français de 1988 à 1991, qui jouait au poste d'attaquant. Il est né le 4 septembre 1961 à Léopoldville et est décédé le 13 mai 1995 à Saint-Denis sur l'île de la Réunion.

## Biographie
Né le 4 septembre 1961 à Kinshasa au Congo-Léopoldville, Ndalango Mobati effectue sa formation au pays dans le club de l'AS Dragons de Bilima. Sélectionné en équipe nationale chez les cadets et juniors, il est rapidement recruté par le LOSC.
Prêté dès son arrivée en 1986-1987 à Montceau Les Mines en D2, Mobati ne joue que sept matchs et marque deux buts. Revenu à Lille en 1987, Mobati joue son 1er match de D1 avec le LOSC, le 17 octobre 1987 face au Stade lavallois. Il apprend le métier la première année autour des Cyriaque Didaux, Guy Lacombe, Jean-Pierre Meudic, coaché par Georges Heylens. En 1987-1988, il effectue une grosse saison, dix buts en D1 et trois en coupe de France, pour ce qui restera la plus belle année de sa carrière. Devenu français par déclaration après son mariage, il est initialement autorisé à s'appeler légalement Gaston Mobati par décret du 19 octobre 1988, avant que ce décret soit annulé le 5 juin 1992 à la suite de l'annulation de son mariage en 1991 et de la perte de nationalité française qui a suivi.
Aligné lors de la saison 1988-1989 autour des Angloma, Boli, Pelé, il ne marque plus autant. Si bien qu'en 89/90, le LOSC dirigé par Jacques Santini le laisse filer au cours de l'exercice. Mobati porte de 1987 à 1990, 74 fois le maillot des Dogues en D1 (19 buts) et 16 en coupe de France (8 buts). Parti à Grèce à l'Ethnikos Le Pirée en 1990, il revient en France en 90/91 à Guingamp. Après 11 matchs (2 buts) avec l'En Avant de Guingamp, il termine la saison à l'AS Beauvais (2 matchs joués). En 1991/1992, il reste dans le club picard mais ne joue aucun match, et raccroche les crampons en 1992, à l'âge de 31 ans.
Gaston Mobati est décédé le 15 mai 1995 à l'île de la Réunion. Son fils Wawina Alphonse Mobati, passé par le centre de formation de Toulouse, a tenté également une carrière de footballeur stoppée en 2008, faute d'avoir atteint un niveau plus élevé que la CFA et le National.

## Carrière
- Avant 1985 : AS Bilima -  Zaïre
- 1985-1986 : FC Montceau Bourgogne -  France
- 1986-1989 : Lille OSC -  France
- 1989-1990 : Ethnikos Le Pirée -  Grèce
- 1990 : EA Guingamp -  France
- 1991 : AS Beauvais -  France